# Municipio de Flowerfield
El municipio de Flowerfield (en inglés: Flowerfield Township) es un municipio ubicado en el condado de St. Joseph en el estado estadounidense de Míchigan. En el año 2010 tenía una población de 1562 habitantes y una densidad poblacional de 16,79 personas por km².

## Geografía
El municipio de Flowerfield se encuentra ubicado en las coordenadas 42°1′18″N 85°41′39″O / 42.02167, -85.69417. Según la Oficina del Censo de los Estados Unidos, el municipio tiene una superficie total de 93.03 km², de la cual 91,85 km² corresponden a tierra firme y (1,28 %) 1,19 km² es agua.

## Demografía
Según el censo de 2010, había 1562 personas residiendo en el municipio de Flowerfield. La densidad de población era de 16,79 hab./km². De los 1562 habitantes, el municipio de Flowerfield estaba compuesto por el 95,2 % blancos, el 1,02 % eran afroamericanos, el 0,7 % eran amerindios, el 1,22 % eran asiáticos, el 0,45 % eran de otras razas y el 1,41 % eran de una mezcla de razas. Del total de la población el 1,34 % eran hispanos o latinos de cualquier raza.